# براندان جونز
براندان جونز (بالإنجليزية: Brendan Jones)‏ هو لاعب غولف أسترالي، ولد في 3 مارس 1976 في West Wyalong ‏ في أستراليا.

## وصلات خارجية
- براندان جونز على موقع رابطة لاعبي الغولف المحترفين (الإنجليزية)
- براندان جونز على موقع رابطة اليابان للاعبي الغولف المحترفين (الإنجليزية)
- براندان جونز على موقع التصنيف العالمي الرسمي للغولف (الإنجليزية)